# Empidideicus carthaginiensis
Empidideicus carthaginiensis är en tvåvingeart som beskrevs av Becker 1907. Empidideicus carthaginiensis ingår i släktet Empidideicus och familjen svävflugor. Inga underarter finns listade i Catalogue of Life.